# John Tate (matematikus)
John Torrence Tate Jr. (Minneapolis, 1925. március 13. – Lexington, 2019. október 16.) amerikai matematikus, aki az algebrai számelméletben, az aritmetikai geometriában illetve az algebrai geometria kapcsolódó területein végzett úttörő munkát. 2010-ben Abel-díjjal tüntették ki.

## Életrajz
Tate Minneapolisban született. Apja, John Tate Sr. a Minnesotai Egyetem fizikaprofesszora és a Physical Review szakfolyóriat  szerkesztője volt. Édesanyja, Lois Beatrice Fossler középiskolai angoltanár volt. Az ifjabb Tate 1946-ban diplomázott matematikából a Harvard Egyetem alapképzésén. Ezt követően beiratkozott a Princetoni Egyetem fizikai doktori programjára, később viszont visszatért a matematikához. Doktori disszertációját 1950-ben védte meg. Témavezetője Emil Artin volt, a disszertáció címe Fourier analysis in number fields and Hecke's zeta functions (Fourier-analízis számtesteken és Hecke-zetafüggvények) volt.
Tate 36 éven át tanított a Harvardon, majd 1990-ben csatlakozott a Texasi Egyetemhez, ahol a Sid W. Richardsonról elnevezett professzori állást töltötte be. 2009-ben nyugdíjba vonult a texasi tanszékről, és emeritus professzorként visszatért a Harvardra. 
2019. október 16-án, 94 évesen halt meg a Massachusetts állambeli Lexingtonban lévő otthonában.

## Matematikai munkássága
Tate doktori disszertációja a számtestek feletti Fourier-analízisről később az automorf formák és a hozzájuk csatolt L-függvények elméletének fontos részévé vált: ebben kiemelkedő jelentőségű volt az adèle-ok gyűrűjének és a felette bevezetett harmonikus analízis használata. Tate-től függetlenül és őt kissé megelőzve Ivaszava Kenkicsi is hasonló elméletet épített fel: ezt ma Tate tézise vagy Iwasawa–Tate-elmélet néven említik.
Doktori témavezetőjével, Emil Artinnal közösen Tate kidolgozta a globális osztálytestelmélet kohomologikus tárgyalásmódját. Ez a megközelítés hozzájárult az osztálytestelméletben megjelenő algebrai struktúrák jobb megértéséhez, aminek feltárására a korábbi, Brauer-csoportokon alapuló tárgyalásmód kevésbé volt alkalmas.
Ezt követően Tate definiálta a Tate-kohomológiacsoportokat. A következő évtizedekben kiterjesztette a Galois-kohomológia arzenálját: többek között foglalkozott a Poitou–Tate-dualitással és a Tate–Safarevics-csoporttal. Jonathan Lubinnal közös munkában megadták a lokális osztálytestelmélet egy új, formális csoportokon alapuló tárgyalásmódját, ezzel elindítva a Lubin–Tate-elméletet.
Tate számos fontos ponton járult hozzá a p-adikus elméletek fejlődéséhez: definiálta a rigid analitikus tereket, ami a rigid analitikus geometria tudományterületének kiindulópontja volt. Emellett felfedezte a Hodge-elmélet p-adikus analogonját, a Hodge–Tate-elméletet. Továbbá bevezette a bizonyos p-adikus elliptikus görbéket parametrizáló Tate-görbét, illetve dolgozott a p-osztható Barsotti–Tate-csoportok elméletén.
A Tate-sejtések a Hodge-sejtés étale kohomológiai analogonjai. Ezek egy algebrai varietás ℓ-adikus kohomológiáján ható Galois-hatásra vonatkoznak. A sejtés az általános esetben még nyitott; egy speciális esete megjelenik a Mordell-sejtés Gerd Faltings-féle bizonyításában.
Tate témavezetői tevékenysége is nagy hatással volt a számelmélet fejlődésére: tanítványai közé tartoztak többek között George Bergman, Ted Chinburg, Bernard Dwork, Benedict Gross, Robert Kottwitz, Jonathan Lubin, Stephen Lichtenbaum, James Milne, V. Kumar Murty, Carl Pomerance, Ken Ribet, Joseph H. Silverman és Dinesh Thakur.

## Díjak és kitüntetések
1956-ban Tate elnyerte az Amerikai Matematikai Társaság Cole-díját a számelmélet terén végzett kiemelkedő hozzájárulásáért. 1992-ben a francia Academie des Sciences külföldi tagjává választották. 1995-ben megkapta az Amerikai Matematikai Társaság Leroy P. Steele-életműdíját. Megkapta a 2002-2003-as Wolf-díjat az algebrai számelmélet alapvető jelentőségű  fogalmainak megalkotásáért.
| (angolul) "I got a phone call at 7 in the morning from a guy with a very strong Norwegian accent. That was the first I heard of it. I feel very fortunate. I realize that there is any number of people they could have chosen. " | (magyarul)„Reggel hétkor hívott fel egy erős norvég akcentussal beszélő férfi, ekkor tudtam meg. Nagyon szerencsésnek érzem magam. Tudom, hogy sok más jelöltet is választhattak volna.” |
| – John Tate | |

2010-ben a Norvég Tudományos Akadémia, amelynek Tate is tagja volt, „a számelméletre gyakorolt hatalmas és tartós hatása” miatt Abel-díjat adományozott neki. A bizottság közleménye szerint „Az algebrai számelmélet és az aritmetikai geometria kutatásának számos fontos iránya csak John Tate markáns hozzájárulása és megvilágosító erejű gondolatai miatt lehetséges. Valóban szembetűnő nyomot hagyott a modern matematikában.”
William Beckner, a Texasi Egyetem austini matematikai tanszékének vezetője Tate-et „az elmúlt fél évszázad egyik legfontosabb matematikusaként” jellemezte.

## Magánélete
Tate kétszer nősült. Első felesége doktori témavezetőjének lánya, Karin Artin volt. Három lányuk, hat unokájuk és egy dédunokájuk született. Egyik unokája, Dustin Clausen jelenleg matematikusként dolgozik a Koppenhágai Egyetemen. Tate válás után újranősült, második felesége Carol MacPherson volt.

## Fordítás
- Ez a szócikk részben vagy egészben  a   John Tate (mathematician) című angol Wikipédia-szócikk ezen változatának fordításán alapul.  Az eredeti cikk szerkesztőit annak laptörténete sorolja fel. Ez a jelzés csupán a megfogalmazás eredetét és a szerzői jogokat jelzi, nem szolgál a cikkben szereplő információk forrásmegjelöléseként.